# Campionati del mondo di canottaggio 2023
I Campionati del mondo di canottaggio 2023 (in inglese 2023 World Rowing Championships) si sono svolti tra il 3 e il 19 settembre 2023 a Belgrado in Serbia.

## Podi
Specialità non-olimpiche/paralimpiche

### Uomini
| Evento                       | Oro | Tempo   | Argento | Tempo   | Bronzo | Tempo          |
| Openweight events            | |         | |         | |                |
| Singolo (dettagli)           | Oliver Zeidler Germania | 6:38.08 | Simon van Dorp Paesi Bassi | 6:39.26 | Thomas Mackintosh Nuova Zelanda | 6:40.33        |
| Due di coppia (dettagli)     | Paesi Bassi Melvin Twellaar Stef Broenink                                                                                                 | 6:09.19 | Croazia Martin Sinković Valent Sinković | 6:12.44 | Irlanda Daire Lynch Philip Doyle | 6:13.41        |
| Quattro di coppia (dettagli) | Paesi Bassi Lennart van Lierop Finn Florijn Tone Wieten Koen Metsemakers                                                                  | 5:52.33 | Italia Nicolò Carucci Andrea Panizza Luca Chiumento Giacomo Gentili                                                                                            | 5:54.58 | Polonia Dominik Czaja Fabian Barański Mirosław Ziętarski Mateusz Biskup                                                                                | 5:55.02        |
| Due senza (dettagli)         | Svizzera Roman Röösli Andrin Gulich | 6:51.09 | Gran Bretagna Oliver Wynne-Griffith Tom George | 6:53.46 | Irlanda Ross Corrigan Nathan Timoney | 6:54.22        |
| Quattro senza (dettagli)     | Gran Bretagna Oliver Wilkes David Ambler Matt Aldridge Freddie Davidson                                                                   | 6:04.35 | Stati Uniti Justin Best Nick Mead Michael Grady Liam Corrigan                                                                                                  | 6:06.37 | Nuova Zelanda Ollie Maclean Logan Ullrich Tom Murray Matt MacDonald                                                                                    | 6:08.44        |
| Otto (dettagli)              | Gran Bretagna Jacob Dawson Morgan Bolding Rory Gibbs Sholto Carnegie Charles Elwes Thomas Digby James Rudkin Thomas Ford Harry Brightmore | 5:24.20 | Paesi Bassi Guus Mollee Olav Molenaar Jan van Der Bij Guillaume Krommenhoek Sander de Graaf Jacob van de Kerkhof Gert-Jan van Doorn Mick Makker Dieuwke Fetter | 5:25.23 | Australia Patrick Holt Joshua Hicks Benjamin Canham Timothy Masters James Daniel Robertson Joseph O'Brien Angus Dawson Angus Widdicombe Kendall Brodie | 5:26.65        |
| Pesi leggeri                 | |         | |         | |                |
| Singolo (dettagli)           | Andri Struzina Svizzera | 7:42.41 | Niels Torre Italia | 7:44.90 | Artur Mikołajczewski Polonia | 7:47.72        |
| Due di coppia (dettagli)     | Irlanda Fintan McCarthy Paul O'Donovan | 6:32.09 | Svizzera Jan Schäuble Raphaël Ahumada | 6:34.38 | Italia Stefano Oppo Gabriel Soares | 6:34.77        |
| Quattro di coppia (dettagli) | Italia Luca Borgonovo Nicolò Demiliani Pietro Ruta Matteo Tonelli                                                                         | 6:29.42 | Germania Max von Bülow Simon Klueter Fabio Kress Joachim Agne                                                                                                  | 6:37.83 | Non attribuita | Non attribuita |
| Due senza (dettagli)         | Italia Francesco Bardelli Stefano Pinsone                                                                                                 | 7:34.82 | Ungheria Bence Szabó Kálmán Furkó | 7:40.23 | Moldavia Dmitrii Zincenco Nichita Naumciuc | 7:57.24        |

### Donne
| Evento                       | Oro | Tempo   | Argento | Tempo   | Bronzo | Tempo          |
| Openweight events            | |         | |         | |                |
| Singolo (dettagli)           | Karolien Florijn Paesi Bassi | 7:14.35 | Emma Twigg Nuova Zelanda | 7:19.43 | Tara Rigney Australia | 7:21.07        |
| Due di coppia (dettagli)     | Romania Ancuța Bodnar Simona Radiș | 6:46.94 | Lituania Donata Karalienė Dovilė Rimkutė | 6:50.34 | Stati Uniti Kristina Wagner Sophia Vitas | 6:50.45        |
| Quattro di coppia (dettagli) | Gran Bretagna Lauren Henry Hannah Scott Lola Anderson Georgina Brayshaw                                                                                      | 6:29.70 | Paesi Bassi Roos de Jong Tessa Dullemans Laila Youssifou Bente Paulis                                                                                         | 6:30.37 | Cina Chen Yunxia Zhang Ling Lü Yang Cui Xiaotong                                                                                                | 6:35.05        |
| Due senza (dettagli)         | Paesi Bassi Ymkje Clevering Veronique Meester | 7:20.52 | Australia Jessica Morrison Annabelle McIntyre | 7:22.90 | Romania Ioana Vrînceanu Roxana Anghel | 7:24.33        |
| Quattro senza (dettagli)     | Paesi Bassi Marloes Oldenburg Hermijntje Drenth Tinka Offereins Benthe Boonstra                                                                              | 6:41.82 | Romania Mădălina Bereș Maria Tivodariu Maria-Magdalena Rusu Amalia Bereș                                                                                      | 6:43.29 | Gran Bretagna Heidi Long Rowan McKellar Helen Glover Rebecca Shorten                                                                            | 6:44.31        |
| Otto (dettagli)              | Romania Maria-Magdalena Rusu Roxana Anghel Adriana Adam Iuliana Buhus Madalina Beres Maria Tivodariu Ioana Vrinceanu Amalia Beres Victoria-Ștefania Petreanu | 6:01.28 | Stati Uniti Emily Froehlich Margaret Hedeman Jessica Thoennes Regina Salmons Alina Hagstrom Brooke Mooney Mary Mazzio-Manson Charlotte Buck Cristina Castagna | 6:03.73 | Australia Paige Barr Georgie Gleeson Olympia Aldersey Lily Alton-Triggs Georgina Rowe Jacqueline Swick Molly Goodman Bronwyn Cox Hayley Verbunt | 6:04.17        |
| Pesi leggeri                 | |         | |         | |                |
| Singolo (dettagli)           | Siobhan McCrohan Irlanda | 8:47.96 | Kenia Lechuga Messico | 8:51.57 | Sophia Luwis Stati Uniti | 8:52.48        |
| Due di coppia (dettagli)     | Gran Bretagna Emily Craig Imogen Grant | 7:19.23 | Stati Uniti Michelle Sechser Mary Jones | 7:22.89 | Romania Mariana-Laura Dumitru Ionela Cozmiuc | 7:23.70        |
| Due senza (dettagli)         | Italia Serena Mossi Elisa Grisoni | 8:33.13 | Germania Luise Münch Eva Hohoff | 8:40.64 | Non attribuita | Non attribuita |

## Paracanottaggio
| Evento   | Oro                                                                                           | Tempo    | Argento                                                                             | Tempo          | Bronzo                                                                         | Tempo          |
| PR1M1x   | Roman Polianskyi Ucraina                                                                      | 8:59.60  | Giacomo Perini Italia                                                               | 9:04.40        | Benjamin Pritchard Gran Bretagna                                               | 9:09.43        |
| PR2M1x   | Corné de Koning Paesi Bassi                                                                   | 9:48.32  | Gian Filippo Mirabile Italia                                                        | 10:08.88       | Paul Umbach Germania                                                           | 10:42.49       |
| PR3M2−   | Ucraina Ivan Kupriichuk Andrii Syvykh                                                         | 8:30.78  | Non attribuita                                                                      | Non attribuita | Non attribuita                                                                 | Non attribuita |
| PR1W1x   | Birgit Skarstein Norvegia                                                                     | 10:05.91 | Nathalie Benoit Francia                                                             | 10:07.70       | Anna Sheremet Ucraina                                                          | 10:10.31       |
| PR2W1x   | Anna Aisanova Ucraina                                                                         | 12:03.39 | Non attribuita                                                                      | Non attribuita | Non attribuita                                                                 | Non attribuita |
| PR2Mix2x | Gran Bretagna Lauren Rowles Gregg Stevenson                                                   | 8:45.67  | Cina Liu Shuang Jiang Jijian                                                        | 8:47.28        | Polonia Jolanta Majka Michał Gadowski                                          | 9:05.13        |
| PR3Mix2x | Australia Nikki Ayers Jed Altschwager                                                         | 8:07.07  | Stati Uniti Gemma Wollenschlaeger Todd Vogt                                         | 8:15.22        | Francia Elur Alberdi Laurent Cadot                                             | 8:27.09        |
| PR3Mix4+ | Gran Bretagna Francesca Allen Morgan Fice-Noyes Giedrė Rakauskaitė Edward Fuller Erin Kennedy | 7:22.20  | Stati Uniti Skylar Dahl Saige Harper Alex Flynn Benjamin Washburne Emelie Eldracher | 7:25.01        | Germania Susanne Lackner Jan Helmich Marc Lembeck Kathrin Marchand Inga Thoene | 7:29.74        |

## Medagliere
| Pos.   | Paese         | Oro | Argento | Bronzo | Totale |
| ------ | ------------- | --- | ------- | ------ | ------ |
| 1      | Paesi Bassi   | 6   | 3       | 0      | 9      |
| 2      | Gran Bretagna | 6   | 1       | 2      | 9      |
| 3      | Italia        | 3   | 4       | 1      | 8      |
| 4      | Ucraina       | 3   | 0       | 1      | 4      |
| 5      | Romania       | 2   | 1       | 2      | 5      |
| 6      | Svizzera      | 2   | 1       | 0      | 3      |
| 7      | Irlanda       | 2   | 0       | 2      | 4      |
| 8      | Germania      | 1   | 2       | 2      | 5      |
| 9      | Australia     | 1   | 1       | 3      | 5      |
| 10     | Norvegia      | 1   | 0       | 0      | 1      |
| 11     | Stati Uniti   | 0   | 5       | 2      | 7      |
| 12     | Nuova Zelanda | 0   | 1       | 2      | 3      |
| 13     | Cina          | 0   | 1       | 1      | 2      |
| 13     | Francia       | 0   | 1       | 1      | 2      |
| 15     | Croazia       | 0   | 1       | 0      | 1      |
| 15     | Ungheria      | 0   | 1       | 0      | 1      |
| 15     | Lituania      | 0   | 1       | 0      | 1      |
| 15     | Messico       | 0   | 1       | 0      | 1      |
| 19     | Polonia       | 0   | 0       | 3      | 3      |
| 20     | Moldavia      | 0   | 0       | 1      | 1      |
| Totale | Totale        | 27  | 25      | 23     | 75     |